# Авария против
«Авария против!» — третий студийный альбом российской поп-группы «Дискотека Авария», выпущенный в июле 2000 года. Альбом содержит ремиксы исполнителей «Ляпис Трубецкой», «Мумий Тролль», «Блестящие», Green Grey, «Жуки» и оригинальные композиции, включая «Пей пиво!».

## Все хиты: Авария против!
16 ноября 2000 был выпущен сборник хитов, в который вышли как предыдущие синглы группы, так и ремиксы с альбома «Авария против».

## Список композиций
Слова и музыка всех песен — А.Рыжов.
| №                   | Название                     | Длительность |
| ------------------- | ---------------------------- | ------------ |
| 1.                  | «Пей Пиво!»                  | 3:59         |
| 2.                  | «MF»                         | 5:09         |
| 3.                  | «Смелей вперёд»              | 4:33         |
| 4.                  | «Чао, Бомбина (& Блестящие)» | 4:15         |
| 5.                  | «Застольная»                 | 4:22         |
| 6.                  | «Авария против Жуков»        | 5:00         |
| 7.                  | «Пиво Пей (Пей Пиво RMX)»    | 4:32         |
| 8.                  | «Давай Авария! (Bonus Mix)»  | 4:22         |
| 9.                  | «Чао, Бамбина! (Mix)»        | 4:36         |
| 10.                 | «Sample City»                | 3:39         |
| Общая длительность: | Общая длительность:          | 48:00        |

## Клипы
- Влечение (Авария против Жуков) (2000)
- Пей Пиво! (2000)
- Чао Бамбина (2000)